# Lee So-young (fumettista)
Lee So-young (hangŭl (이소영?); 31 agosto 1973) è una fumettista sudcoreana.
È autrice di manhwa sunjong a tema sentimentale.

## Opere
- Esther (에시타) (1998)
- Model (모델) (1999)
- Marchen (메르헨) (2000)
- Check (체크) (2001)
- Youth (2002
- Arcana ( 아르카나) (2003)
- Horror Collection (호러 컬렉터) (2007)
- Blue Bird (블루버드) (2009)
- Yeonmo (연모) (2011)